# Ephedra trifurca
Ephedra trifurca — вид голонасінних рослин класу гнетоподібних.

## Опис
Чагарник, який може бути до 2 метрів у висоту. Він складається з прямих, гострих гілочок, які є світло-зеленими, коли молоді і з віком стають жовтуватого або зеленувато-сірого кольору. Чоловічі рослини виробляють пилкові шишки у вузлах, кожен до сантиметра в довжину, і жіночі рослини виробляють шишки, які трохи більші й кожна яких містить одне насіння в папероподібному конверті.

## Поширення, екологія
Країни проживання: Мексика (Баха-Каліфорнія, Чіўаўа, Коауїла, Сонора); Сполучені Штати Америки (Аризона, Каліфорнія, Нью-Мексико, Техас). Росте на висотах від 500 м до 2000 м. Чагарник, що росте в сухих, скелястих районах, на піщаному або гравійному ґрунті. Пов'язаний з пустельними луками або чагарниками, а також такими рослинами: Acacia greggii, Acacia neovernicosa, Ambrosia dumosa, Atriplex, Cleome, Flourensia cernua, Juniperus, Larrea, Opuntia macrocentra, Prosopsis, Sporobolus, Yucca elata. Насіннєві шишки з червонувато-коричневими або жовто-коричневими крилоподібними приквітками, як вважається, поширюються вітром. Квіти є з лютого по травень і шишки — в кінці зими на початку весни.

## Використання
Стебла більшості членів цього роду містять алкалоїд ефедрин і відіграють важливу роль в лікуванні багатьох скарг дихальної системи. Проте, на відміну від багатьох членів роду, цей вид не дуже багатий алкалоїдами ефедрину і тому не використовують при лікуванні астми. Висушені й подрібнені стебла це сечогінний засіб. Настій використовується при лікуванні венеричних захворювань, недуг шлунка і проблеми з нирками. Подрібнені або варені стебла були також застосовується зовнішньо у вигляді припарок на сифілітичні виразки деякими корінними північноамериканськими індіанцями. Вони також можуть бути використані як припарки на інші рани шкіри.

## Загрози та охорона
Зустрічається в численних охоронних територіях. Як відомо, є в кількох ботанічних садах.

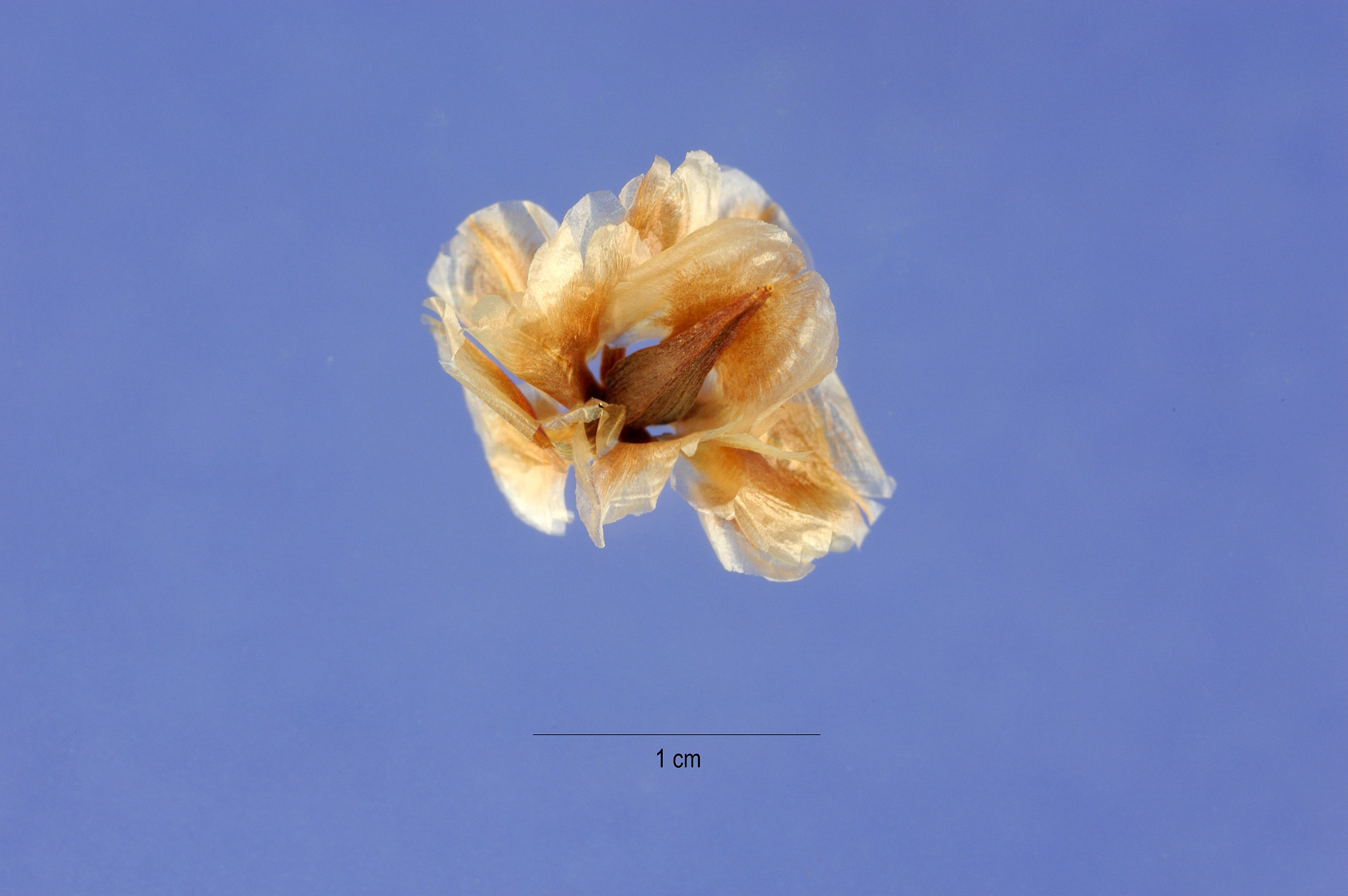